# Bjännmyrens naturreservat
Bjännmyrens naturreservat är ett naturreservat som ligger omkring 15 kilometer söder om Östersund. Syftet med reservatet är att kalkbarrskogen skall utvecklas så att det skall bli ett urskogsområde. Skogen består av tall och gran med inslag av asp, sälg, al och björk. De äldsta tallarna är omkring 200 år.

## Växtlighet
- Blåsippa Anemone hepatica

Blåsippan är fridlyst i vissa delar av Sverige. Man får inte plocka blåsippor i Hallands, Skåne, Stockholms, Västerbottens och delar av Västra Götalands län.
- Tvåblad Listera ovata

Tvåblad är en växtart i familjen orkidéer. Blommar i slutet av maj och framåt cirka en månad.  Den har två stora blad som sitter en dm från marken. Läppen på blomman är kluven och tvåblad är nästan helt grön.
- Skogsvicker Vicia sylvatica

Skogsvicker är en växtart i familjen ärtväxter som förekommer naturligt från Europa till Sibirien och centrala Asien. Arten förekommer i en stor del av Sverige.
- Trolldruva Actaea spicata

Trolldruva är en art i familjen ranunkelväxter och förekommer naturligt i Europa och norra Asien. Den är utbredd över hela Norden, men växer inte högt uppe på fjällen. Arten trivs endast i mycket skuggrika lundar och snår med god mylla.
- Vårärt Lathyrus vernus

Det är en flerårig ört med upprätta, ogrenade stjälkar, som blir upp till 40 centimeter hög. Stjälken är kantig saknar vingkanter. Blad parbladiga med 2-4 par småblad och saknar klänge. Småbladen är rent gröna, kala och glänsande, 0,2-2,5 centimeter breda, och uddspetsiga. Blommorna kommer i klasar i bladvecken, de är rödvioletta, bleknar senare till en smutsblå färgton.
- Kransrams Polygonatum verticillatum

Kransrams är en mångformig, kal, flerårig ört som vanligen blir 40–80 cm hög. Jordstammen är vanligen trind och har korta förgreningar. Stjälken är upprätt och ofta mörkt rödprickig nedtill. Bladen är långsmala till brett lansettlika och sitter 3–7 kransställda, de blir 6–10 × 0,5–3 cm. Blommorna är grönvita, blekt gula eller purpur och sitter vanligen två och två tillsammans i bladvecken
- Jungfru Marie nycklar Dactylorhiza maculata

Jungfru Marie nycklar är en orkidéart i handnyckelsläktet Dactylorhiza. Växten är tämligen hög, cirka 50 cm. De rosa blommorna, i skiftande nyanser från ljusrosa till mörkrosa, visar sig i juni till juli.
- Ängsnycklar Dactylorhiza incarnata

Ängsnycklar är en växt inom släktet handnycklar och familjen orkidéer. Ängsnycklar är kraftigt byggda, storväxta och kan bli över en halv meter höga, med en stjälk rikt bladig och lite kantig. Dess blad är lansettlika, ljusgröna, långt tillspetsade och helt utan fläckar.

## Svampar
Den långa trädkontinuiteten i området gör att det finns goda förutsättningar för att det skall bildas en rik marksvampsflora. Flera svamparter som fungerar som signalarter har hittats.
- Streckvaxskivling Hygrophorus atramentosus
- Kryddspindling Cortinarius percomis
- Droppklibbskivling Limacella guttata

## Bildgalleri

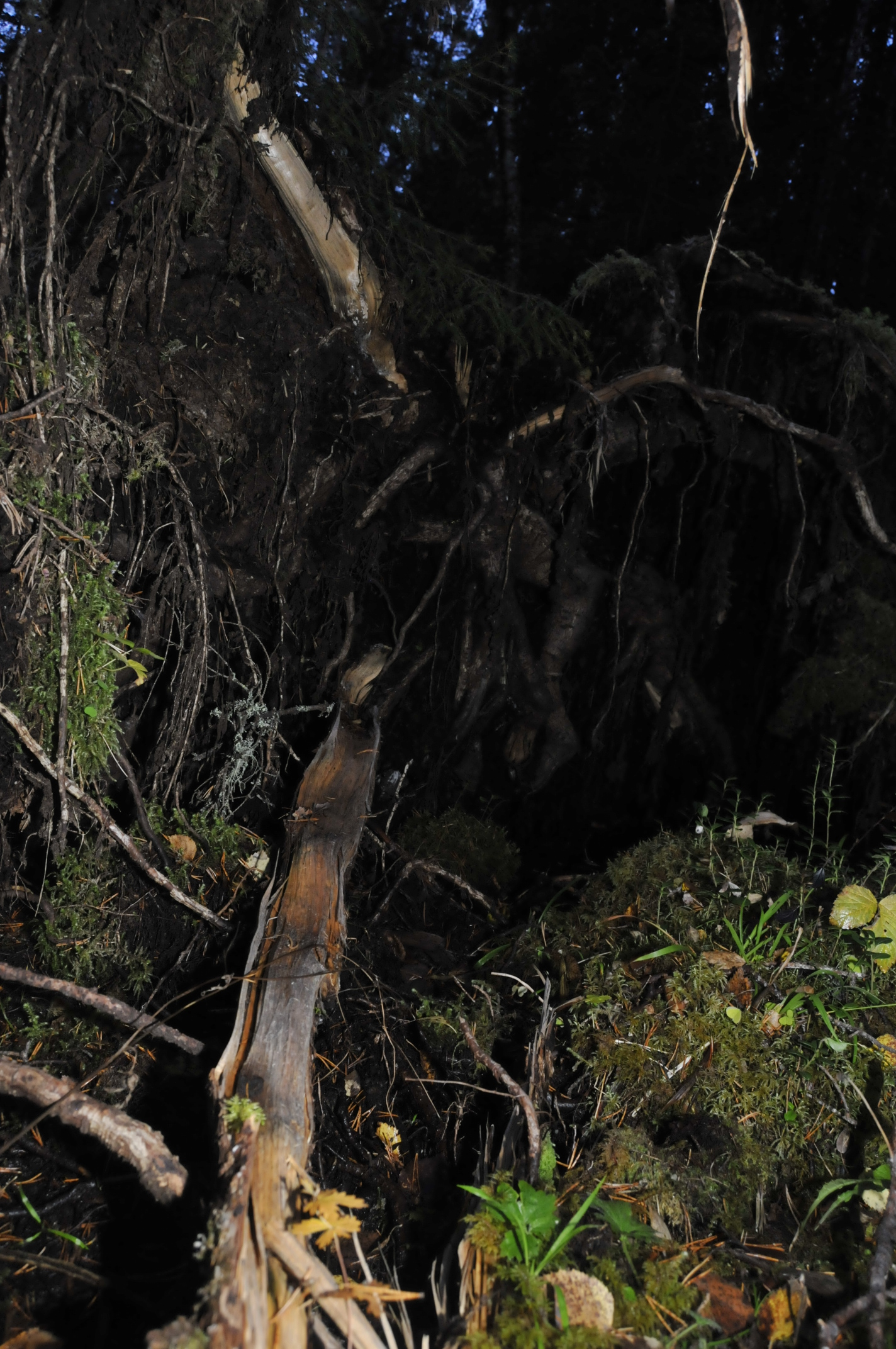
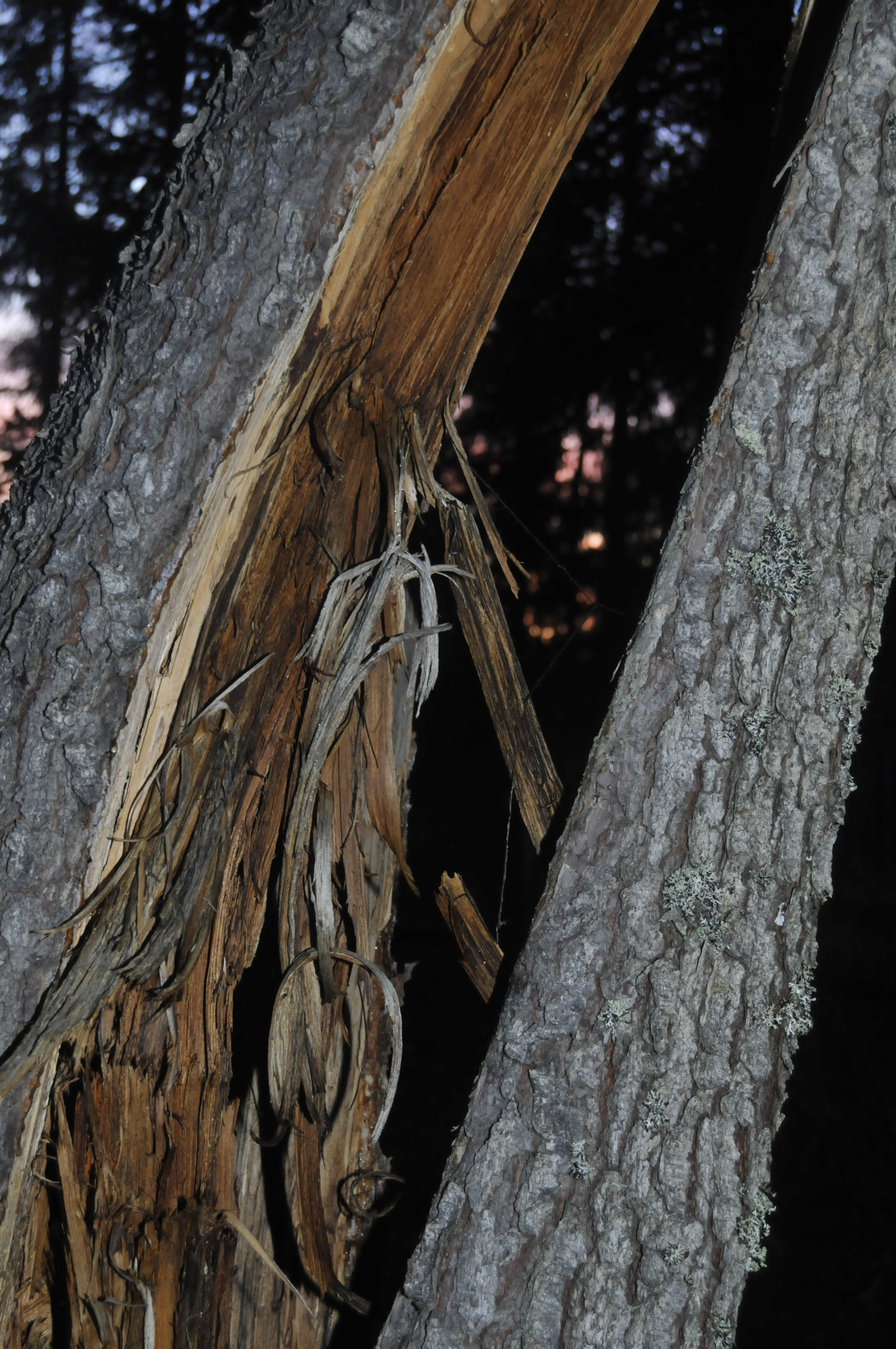

- [förklaring behövs]
- [förklaring behövs]